# Cornelia (vestal)
Cornelia, död 91 e. Kr., var en romersk vestal.
Hon var medlem av Gens Cornelia. Hon anklagades två gånger av kejsar Domitianus för att ha brutit sina kyskhetslöften. År 83 ställdes hon inför rätta tillsammans med vestalerna Varonilla och Oculate. De båda sistnämnda dömdes skyldiga men tilläts begå självmord för att undgå avrättning, medan Cornelia blev frikänd. En tid efter detta blev hon också högsta vestal, virgo Vestalis maxima.
År 91 åtalades hon för att ha brutit sina kyskhetslöften med riddaren Celer. De dömdes båda som skyldiga, varefter Cornelia avrättades genom levande begravning och Celer genom att pryglas ihjäl offentligt. I Rom beskrevs detta fall länge som ett rättsövergrepp, av bland andra Cassius Dio. 